# ラウンド&ラウンド
「ラウンド・アンド・ラウンド」（Round & Round ）は、ニュー・オーダーが1989年に発表したヒット曲である。

## 概要
アルバム『テクニーク』から2枚目のシングルカットである。アルバムは全曲ニュー・オーダーの単独プロデュースだが、このシングルでは
「トゥルー・フェイス」でもプロデュースを行ったステファン・ヘイグとの共同プロデュースによる再レコーディング・ヴァージョンを採用している。
ファクトリー・レコードのカタログ番号はFAC 263。全英シングルチャートで最高位21位を記録、全米クラブ・プレイ・チャートでは1989年5月27日付けで第1位に輝いた。

## シングル収録曲
日本では1989年5月21日、当時ファクトリー・レコードの販売を行っていた日本コロムビアより12cmCDシングルがリリースされた。収録曲は以下のとおりで、海外でリリースされたシングル「Round & Round 」と「Round & Remix 」に収録された12インチ・ヴァージョンやリミックス・ヴァージョンを1枚にまとめた日本独自の特別編集盤となっている。カップリング曲の「ベスト&マッシュ」はアルバム未収録のインストゥルメンタルで、なぜか日本コロムビア盤は「Best&Mash」（「Marsh」ではなく「Mash」）と表記されている。
1. ラウンド・アンド・ラウンド （12インチ・ヴァージョン）Round & Round (Twelve Inch) - 6:50
2. ラウンド・アンド・ラウンド （クラブ・ミックス）Round & Round (Club Mix) - 7:07
3. ラウンド・アンド・ラウンド （デトロイト・ミックス）Round & Round (Detriot Mix) - 6:28
4. ベスト&マッシュ Best & Mash (Seven Inch) - 3:31

ちなみに海外でリリースされた各シングルの収録曲は以下の通りである。いずれも日本での公式発売はない。
- 7インチ・シングル「Round & Round 」(FAC 263)

1. "Round & Round" – 4:02
2. "Best & Marsh" – 3:34

- 12インチ・シングル「Round & Round 」(FAC 263)

1. "Round & Round" – 6:52
2. "Best & Marsh" – 4:26

- 12インチ・シングル「Round & Round 」(FAC 263R)

1. "Round & Round" (Club Mix) – 7:07
2. "Round & Round" (Detroit Mix) – 6:29

- CDシングル「Round & Round 」(FAC 263-12)

1. "Round & Round" (Seven Inch) – 4:02
2. "Vanishing Point" (Instrumental Making Out Mix) – 5:13 （オリジナル曲はアルバム『テクニーク』に収録）
3. "Round & Round" (Twelve Inch) – 6:52
4. "Best & Marsh" (Seven Inch) – 3:34

- CDシングル「Round & Remix 」(FACD 263R)

1. "Round & Round" (Club Mix) – 7:07
2. "Round & Round" (Twelve Inch Mix) – 6:52
3. "Round & Round" (Detroit Mix) – 6:29

## チャート
| チャート（1989年）               | 最高順位 |
| -------------------------------- | -------- |
| イギリス（全英シングルチャート） | 21       |

## 収録アルバム
- 『テクニーク』
- 『ザ・ベスト・オブ・ニュー・オーダー』 - 新レコーディングの「'94ヴァージョン」を収録
- 『インターナショナル〜ザ・グレイテスト・ヒッツ』 - 7インチ・ヴァージョンを収録
- 『レトロ』 - 『テクニーク』収録のアルバム・ヴァージョンを収録
- 『シングルズ』 - 7インチ・ヴァージョンを収録

## その他
この曲のプロモーションビデオは数人の白人や黒人の若い女性の肩から上のショットが使われているが、それとは別に「Patty」と呼ばれる、Patty de Silvaという女性1人だけ（やはり肩から上のショット）を使用したビデオも存在する。これはビデオクリップ集『A Collection』でその両方を見ることが出来る。